# Huaca Pucllana

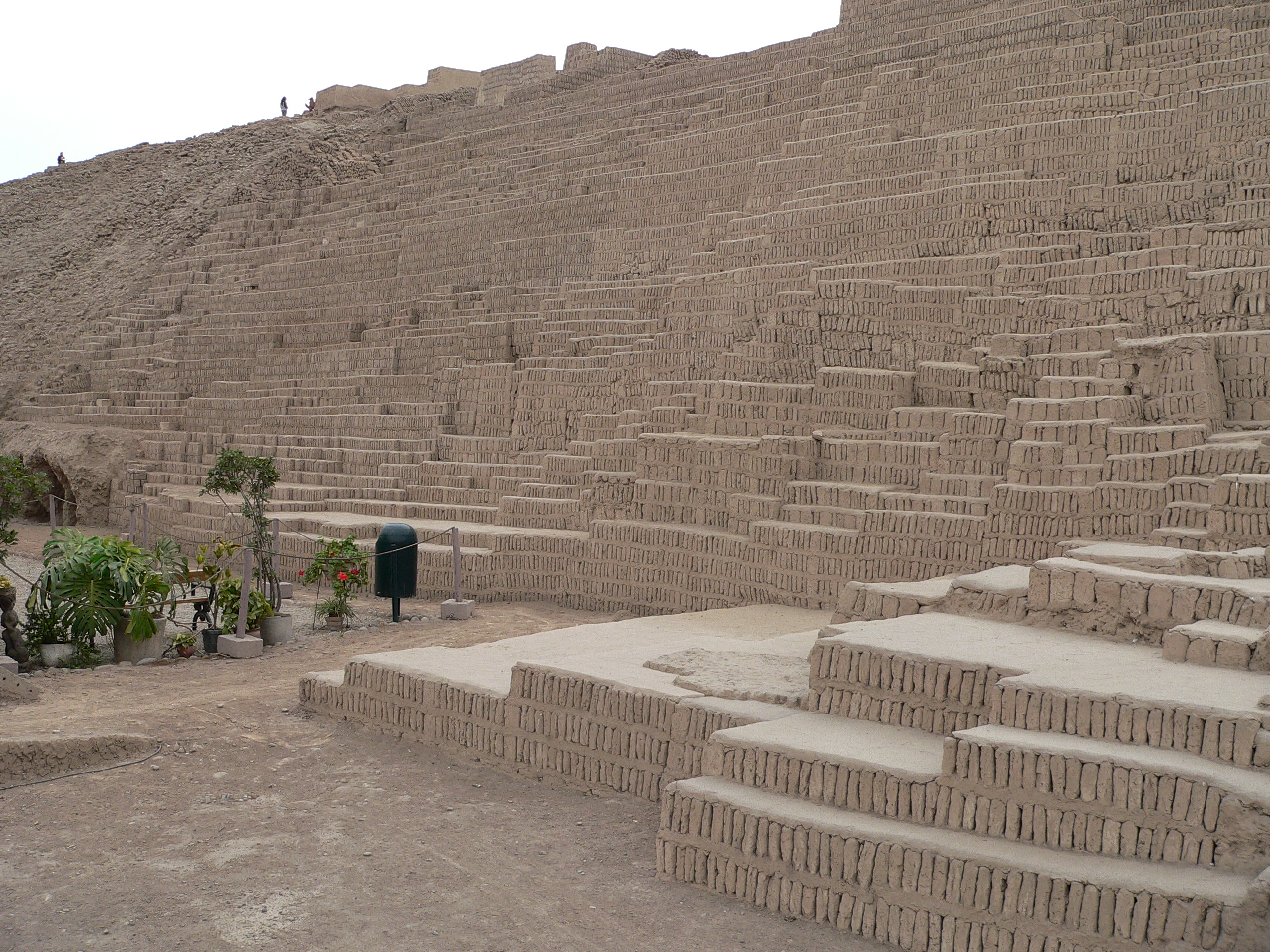
Huaca Pucllana à Miraflores, Lima

La Huaca Pucllana se situe dans une zone résidentielle, à Miraflores, Lima. Initialement, elle s'étendait sur près de vingt hectares, mais elle n'en compte actuellement plus que six.
Il s'agit d'une grande pyramide formée par des adobes placés verticalement au lieu de la position traditionnelle en horizontal. Grâce à cette construction, les édifices étaient plus résistants aux tremblements de terre. 
Dans cette pyramide, de nombreux corps écartelés de femmes ont été retrouvés. En effet, dans la culture Lima, le plus grand sacrifice était celui d'une femme car elle donne la vie.
L'ensemble des travaux de recherche de la Huaca Pucllana est financé par la municipalité de Miraflores.
En octobre 2013, Huaca Pucllana est le lieu de la découverte de deux momies précolombiennes intactes d'un enfant et d'un adulte. La pyramide date de la civilisation Wari, entre 800 et 1 000 ans ap. J.-C.  